# Aéroport Kingston-Norman Rogers
L'aéroport Kingston-Norman Rogers est un aéroport situé en Ontario, au Canada. Il porte le nom de Norman McLeod Rogers (1894-1940), ministre de la défense du Canada à sa mort dans un accident d'avion le 10 juin 1940.